# 诺尔玛

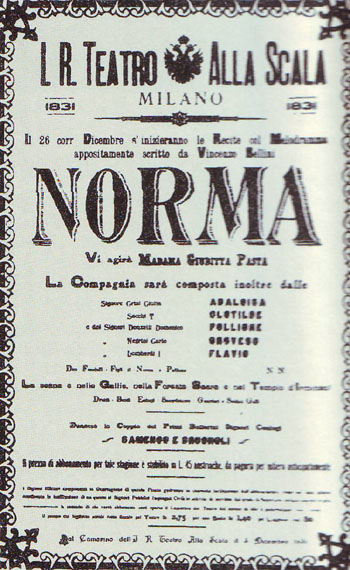
一副《诺尔玛》的海报

《诺尔玛》（Norma），又譯《諾瑪》。是意大利作曲家贝利尼的一部著名的歌剧作品，意大利语脚本由罗马尼（Felice Romani，1788-1865）根据亚历山大·苏美于1831年在法国上演的同名悲剧改编而来。

## 作品背景

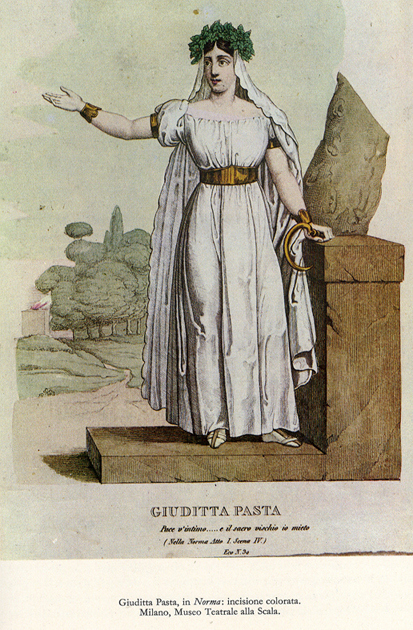
朱迪塔·帕斯塔饰演《诺尔玛》，1831年

1831年，作曲家贝利尼在上一部歌剧《梦游女》成功之后受到斯卡拉歌剧院的委托创作一部新的歌剧，于是贝利尼考虑将当时活跃于戏剧舞台的《诺尔玛》搬上歌剧舞台。贝利尼和他同时代的多尼采蒂和罗西尼在创作速度上有所不同，他的歌剧精工细作。其作品的特点是自然流畅的旋律，他似乎不必依靠曲式或规范，在他的笔下旋律惊人的拥有了生命及灵魂，它绵延不断如行云流水，以自己的意志生长发展。其歌剧往往一气呵成，直到结束才给人以喘息。在这方面，"钢琴诗人"肖邦及"指环"的作者瓦格纳都十分钦佩他，而后来的斯特拉文斯基则把他与贝多芬相提并论。虽然贝利尼希望能够在《诺尔玛》上面花较长的时间来打磨，但迫于无奈，这部《诺尔玛》最后也只用了3个月的时间来完成。在这部歌剧中，贝里尼减弱了旋律中的装饰部分，自然朴实却扣人心弦。有时根据特殊需要，这部歌剧也作四幕演出。
《诺尔玛》作为一部表现女主角的英雄式的意大利正歌剧可以说是一部不可多得的经典之作，但历来演出甚少，这确有原因。随着美声唱法的不断发展，经过了莫扎特和罗西尼，贝里尼在《诺尔玛》中将它发展到极致，女高音斯科托（R.Scotto）曾评价《诺尔玛》为"最完美的美声歌剧"。诺尔玛这个角色对女高音的要求非常高，不僅要具备扎实的声乐技巧，还要有足以连续唱上一个多小时的体力，此外，她还必须是一个很好的悲剧演员，能够独自控制舞台气氛及观众的情绪。女高音萨瑟兰曾表示她每唱完一场《诺尔玛》就要休息两天来恢复消耗巨大的声带及体能。
歌剧的序曲是一首交响曲式的序曲，以重音启幕营造一种庄严的气氛，当中带过一段诺尔玛爱的动机，并巧妙的加入了悲剧的主题，以预示歌剧的结局。这首序曲是贝利尼所作的最有名的一首，常常在音乐会上单独演奏。第一幕中德魯伊教徒聚集时演奏的进行曲是一首十分精彩的曲子，管弦乐与人声合唱将此曲重重推高，打开至雄伟，管弦乐渐弱，过渡以庄严的宣叙调。接着的"圣洁的女神"（Casta Diva）、"爱情回来"（Ah! Bello a me ritorna）则是诺尔玛在全剧中最好的一个唱段，也是意大利歌剧史上最有名的一曲。其曲调优美，是典型的贝里尼式样的旋律，绵延不断，由较小的音域开始，随感情的变化渐渐上升，在迎来一个小高潮后回复平缓。曲子的开头辅有长笛，结束部分交缠着德魯伊教徒的合唱，富有喜剧效果，也揭示出诺尔玛矛盾的内心情感，为她一步一步走向毁灭打下伏笔。第一幕的终曲是一首变化的重唱歌曲，其中诺尔玛与阿达尔吉莎的爱情两重唱华丽而且优雅，贝里尼在这里给出了一段美妙的装饰音，代表着两人不同心理的音乐相互交叠融合，接着音乐节奏加快，波霖内的声音加进来，沉重的音型暗示了三个人之间的争执、纠缠，激烈的对唱将剧情推向高潮。全剧的第二幕似乎是诺尔玛一个人的舞台，从"他们正在熟睡"（Dormono entrambi!）到与阿达尔吉莎的两重唱"啊！把两个孩子带过来"（Deh! Con te li prendi）及"直到最后一刻"（Si fine all'ore estreme，接着是面对波霖内时连着唱出的三首咏叹调，"如今你落在我手中"（In mia man alfin tusei）、"你将同样受苦"（Già mi pasco ne` tuoi sguardi）和"被你背弃的心"（Qual cor tradisti），整整60分钟几乎没有停息，这不仅是技巧上的体现也是一种意志的显露。能够胜任"诺尔玛"这个角色的女高音并不多，因此每场演出及录音都成为了稀有的珍品。
令贝利尼失望的是，这部被他如此看重的作品1831年12月26日于米兰斯卡拉歌剧院的首演却是失败的，对此的解释众说纷纭，有一种说法认为原因出在过度的排练。但在以后的演出中，《诺尔玛》受到了越来越高的赞誉，作曲家最初所盼望的荣誉最终实现了，《诺尔玛》成为了一颗牢牢地屹立于歌剧史上的明星。

## 剧情大纲
纪元前五十年，罗马共和政体末期，高卢

### 第一幕：
森林深处，德鲁伊教徒正聚集在他们神的地方，神圣的Irminsul的神殿中，圣坛中圣洁的火熊熊燃烧，教主奥洛维索（Oroveso，男低音）正带领众人祈祷，他们祈求神保护他们打败那些罗马征服者。奥洛维索宣布，当时机到来，由他的女儿诺尔玛（Norma，女高音）向大家发信号。
附近，波霖内（Pollione，男高音），罗马任命的总督，他正与自己的副官散步，一路上两人谈起了诺尔玛，波霖内坦言道自己已经不再爱女祭司长诺尔玛，现在他正热恋着一个年轻美丽的女祭司阿达尔吉莎（Adalgisa，次女高音）。破坏誓言令人痛苦，可是爱情的甜蜜却叫人无法放弃。这时他们听到德鲁伊教徒集会的声音，记起诺尔玛曾警告他们不要踏入神殿周围，两人离开。
神殿内，诺尔玛正向月亮女神祈求和平，她劝阻那些激动的教众不得贸然行动，并且预言罗马人将从内部分裂。在诺尔玛的心里实际上非常苦恼，她偷偷的与罗马来的总督相恋，还生下了两个孩子，这种行为无疑等于背叛，因为无论如何她不愿意自己的情人受到伤害。如果面前的事情能够和平的解决，那么她和她的孩子就还有希望。
当众人散去，阿达尔吉莎悄悄的走近圣坛，她祈祷神赐予她力量能够抗拒波霖内。一方面她是那么的爱着波霖内，一方面她感到了深深的恐惧，她的国家被罗马人占领，为此她应该离开波霖内。这时波霖内从墙后走出，他请求阿达尔吉莎原谅自己所带给她的苦难，并要她第二天随自己一同逃离高卢去罗马过新的生活。终于，阿达尔吉莎被说服了。
诺尔玛的房间幽暗而温暖，两个孩子正熟睡，诺尔玛在与她的侍女及密友克洛蒂尔德（Clotilde，女高音）聊天，她说着自己的担忧。她害怕波霖内回国时会抛弃她和她的孩子，并且有可能是为了一个女人，是谁她不知道。听到有人过来，诺尔玛吩咐侍女把孩子抱走。是阿达尔吉莎，她来忏悔自己的罪，她坦白自己与一个罗马人相恋，那个人要带她去罗马，可是这么一来就背叛了自己的信仰，现在只有求神宽恕。听着阿达尔吉莎的告解，诺尔玛想起了自己的恋情，她很同情这个与自己有着相像命运的人，她愿意解开阿达尔吉莎曾在神前立下的誓言。就在这时，波霖内进来，弄明白他就是阿达尔吉莎的爱人时诺尔玛愤怒的要发疯，诺玛大声斥责波霖内背信弃义。波霖内无言以对，他只求带走阿达尔吉莎，而阿达尔吉莎脸色苍白，她表示宁愿死也不会跟他离开。

### 第二幕：
深夜，对爱情感到绝望的诺尔玛手持短剑站在孩子的床边，她想杀死一段孽缘生下的两个儿子然后自杀，但当她注视着他们的时候心中不忍。这一对孩子睡得很熟，他们看起来多么天真可爱，她下不了手。迟疑中诺尔玛叫来了阿达尔吉莎，把两个孩子托付给她，要她去交给总督，并让她随他一道离开。阿达尔吉莎拒绝了，她怎么能够偷走诺尔玛的爱人，她发誓要把波霖内还给诺尔玛，还鼓励她带着孩子与波霖内重新开始。诺尔玛感动了，两个人流着眼泪互相拥抱。阿达尔吉莎立刻动身去找波霖内，请求他回到诺尔玛的身边。
奥洛维索招集了教众在圣殿中，他向人们宣布说罗马派来一位新的总督代替波霖内，那个人更加残酷。底下，被奴役的人群愤怒的咒骂着罗马人的罪行，他们激动的要求诺尔玛表明态度，他们要求战争。奥洛维索抬手示意众人平静下来，他要求大家为了最终的胜利暂时保持低调的态度，接着请诺尔玛主持祈福仪式，神将选定战争的时间。
诺尔玛离开父亲来到神庙深处等待阿达尔吉莎，当她得知波霖内拒绝了阿达尔吉莎的请求后心中充满了恨意，爱情居然如此强烈，她的身体一阵一阵的颤抖。无法控制自己感情的诺尔玛在爱恨交加中痛苦异常，她走到祭坛前公布神的旨意，即刻向罗马宣战，奥洛维索要求选出一名牺牲献给神。这个时候波霖内被拖进来，人们发现他鬼鬼祟祟的在神殿附近徘徊，他是来带阿达尔吉莎私奔的。
诺尔玛喝退众人，走到波霖内面前，她问他是否愿意跟阿达尔吉莎断绝关系，波霖内拒绝，她又问他对自己还有否爱情，他回答没有，诺尔玛安静的笑起来。她对父亲跪下说已有了牺牲，又一个女祭师背叛了自己的信仰与敌人私通，众人问她是谁亵渎了神背叛了祖国。这时诺尔玛看向波霖内与阿达尔吉莎，这两个人脸色苍白，但神情镇定。奥洛维索高声问女儿是谁，出乎意料的，诺尔玛说：就是我!她转身对波霖内说：你虽然背弃了这颗心，但你不再能离开我，你这冷酷的罗马人！比你更有力量的神，已经把我们结合在一起，不论是活的日子，或是死后在黄泉下。
面对如此深爱自己的诺尔玛波霖内感到痛苦，他颤抖的站起来要求分担对于诺尔玛的惩罚，眼泪落下，对于她，他似乎从来没有好好的去理解，现在只能祈求宽恕。诺尔玛将孩子交付给仍处于惊吓中的父亲，愿自己的罪过不要连累孩子。拉着爱人的手一起走向熊熊的烈火，她的脸上闪耀着圣洁霞光，像一位真正高贵的女神。不忍心目睹的人们跪下来，他们知道这一次的牺牲必能洁净祭坛与圣殿，祈祷的歌声传向远方。

## 外部連結
- Norma：国际乐谱典藏计划上的乐谱
- Libretto (in Italian) （页面存档备份，存于） on opera.stanford.edu
- Libretto & details, incl. pages from original score （页面存档备份，存于） (www.librettidopera.it)
- Norma （页面存档备份，存于） at the Opera Company of Philadelphia
- Norma at the Detroit Opera House
- Further Norma discography （页面存档备份，存于）
- online opera guide on Norma' （页面存档备份，存于）